# Ossona
Ossona (Ossòna en dialecte milanès, AFI: [uˈsɔːna]) és una comune italiana de la Ciutat metropolitana de Milà a la regió de Llombardia.

## Geografia física
El municipi d'Ossona limita a l'oest amb Mesero, Inveruno i Marcallo con Casone, al sud amb Santo Stefano Ticino, a l'est amb el municipi d'Arluno i al nord amb Casorezzo.
Des del punt de vista sísmic, Ossona presenta un risc molt baix i ha estat classificat com a zona comuna 4 (baixa sismicitat).
El clima d'Ossona és propi de les planes del nord d'Itàlia amb hiverns i estius freds i força rigorosos que es veuen afectats per les altes temperatures. Les precipitacions es concentren principalment a la tardor i a la primavera. El país pertany a la zona climàtica E.

## Història
Les proves més antigues relatives a la història d'Ossona es remunten al segle i aC, com ho demostra el descobriment, que va tenir lloc a finals dels anys 1950, d'un enterrament de cremació de l'època celta acompanyat de ceràmica d'època.
La primera informació documental d'Ossona es remunta al 1213, quan el municipi s'esmenta en una acta notarial com a pàtria d'un tal Pietro, testimoni d'una venda. També al mateix segle, gràcies a la crònica de Goffredo da Bussero, es coneix que la parròquia d'Ossona estava sotmesa a la parròquia de Corbetta.
Al segle xv, un originari d'Ossona fou Giovanni da Ossona, durant tres anys l'únic alcalde i capità de la República Ambrosiana, nascut a Milà, després de la mort del darrer Visconti i abans de la senyoria dels Sforza.
Dedicat a l'agricultura com activitat principal i amb una pobresa generalitzada, el municipi va navegar entre les plagues del segle XVI bo i mantenint-se independent fins a principis del segle XVII quan els habitants, pressionats per les contínues deficiències financeres del municipi, van decidir «subhastar» la seva llibertat, comprometent-se per a un feu.
Malgrat aquest propòsit, el municipi només es va adjudicar el 1650 quan els habitants van decidir «depreciar» encara més el valor en lires de cada unitat familiar. El feu d'Ossona va ser comprat el setembre de 1650 pel marquès Vercellino Maria Visconti per 2360 lires. La història d'Ossona va estar indissolublement lligada a la de la família Visconti fins al 1794 quan, a la mort de l'últim hereu de la família, Giuseppe Maria, el feu va tornar a l'estat de Milà.
Amb l'entrada de Napoleó Bonaparte a Milà el 1796 i la relativa reorganització de l'estat milanès, Ossona es va agregar al departament del Ticino amb Pavia com a capital, i a partir del 1798 es va traslladar directament sota el govern de Milà.
El 1811, el municipi d'Ossona, limitat pel nombre d'habitants, va perdre la seva autonomia i es va agregar com a fracció a la propera ciutat d'Arluno, davant la impotència dels habitants locals que es veien privats del conjunt de tradicions històriques i religioses que caracteritzaven la ciutat. Tanmateix, la situació va persistir fins al Congrés de Viena de 1815, quan Ossona va tornar a ser un municipi autònom.
Durant la Segona guerra de la independència italiana, Ossona va tenir una afectació mínima en els enfrontaments de la pròxima batalla de Magenta, amb la participació només de la casa d'Asmonte, al sud de la ciutat, sense danys a les llars, habitants o cultius locals.
A finals del segle xix, el municipi d'Ossona es va veure afectat per la construcció del canal de Villoresi que assegurà una collita estable. Un ramal del canal encara avui travessa el municipi d'Ossona de nord a sud.
Amb la recuperació de l'autonomia, va començar un nou període difícil per Ossona que va durar trenta anys fins a l'aparició del feixisme, quan es van crear alguns serveis significatius per a la població, inclosos l'aqüeducte local, un sistema de clavegueram i escoles municipals. A partir de la Segona Guerra Mundial, Ossona va experimentar un nou període de creixement demogràfic a causa de la progressiva implantació d'indústries al terme municipal.

## Evolució demogràfica
El municipi està connectat amb els municipis de Magentino, Legnanese i Milà mitjançant un servei d'autobusos. Entre 1879 i 1952 la localitat va disposar del tramvia Milà-Castano Primo, també conegut amb el sobrenom de Gambadelegn.

## Monuments i llocs d'interès

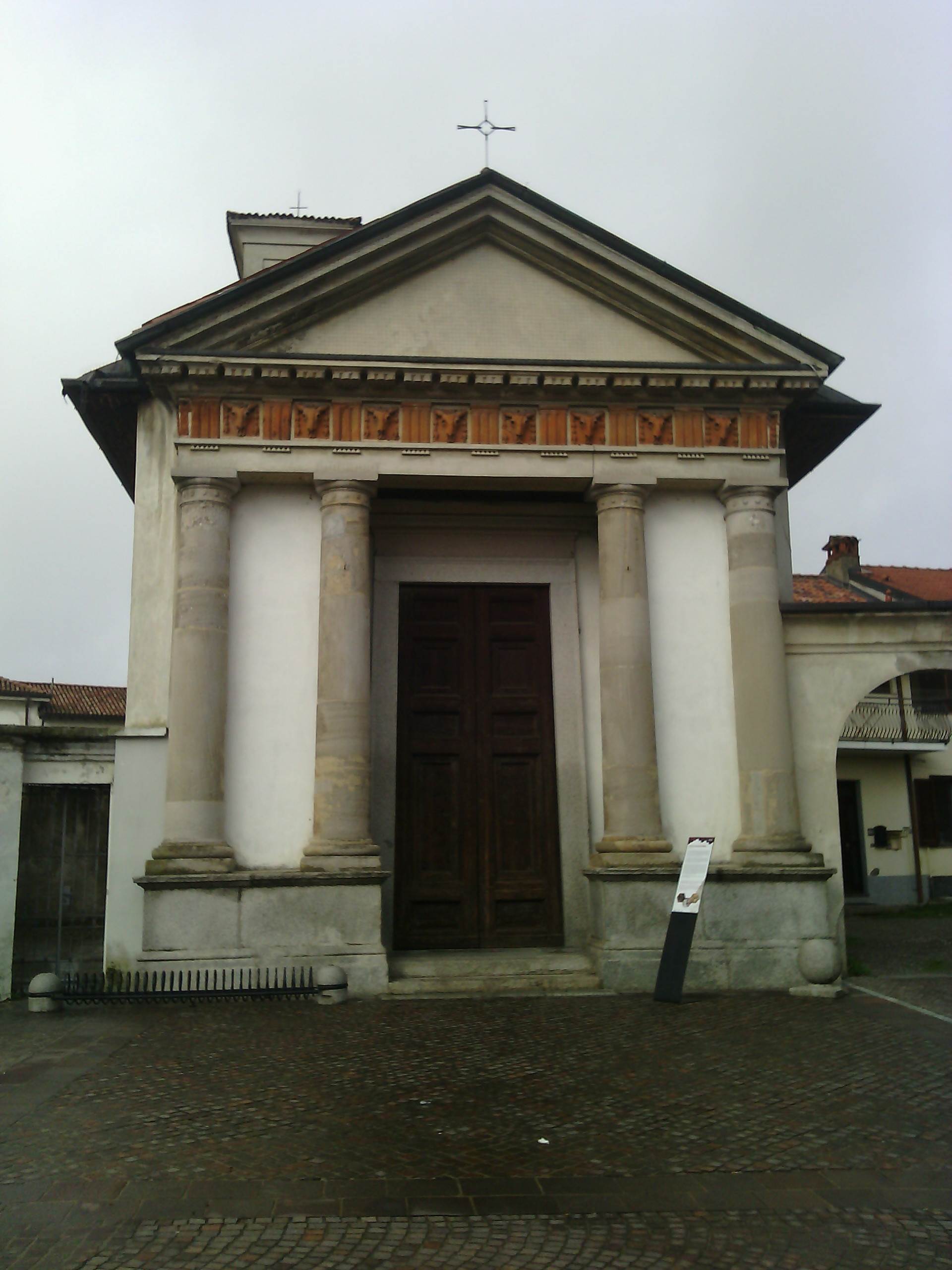
Església de Sant Bartomeu
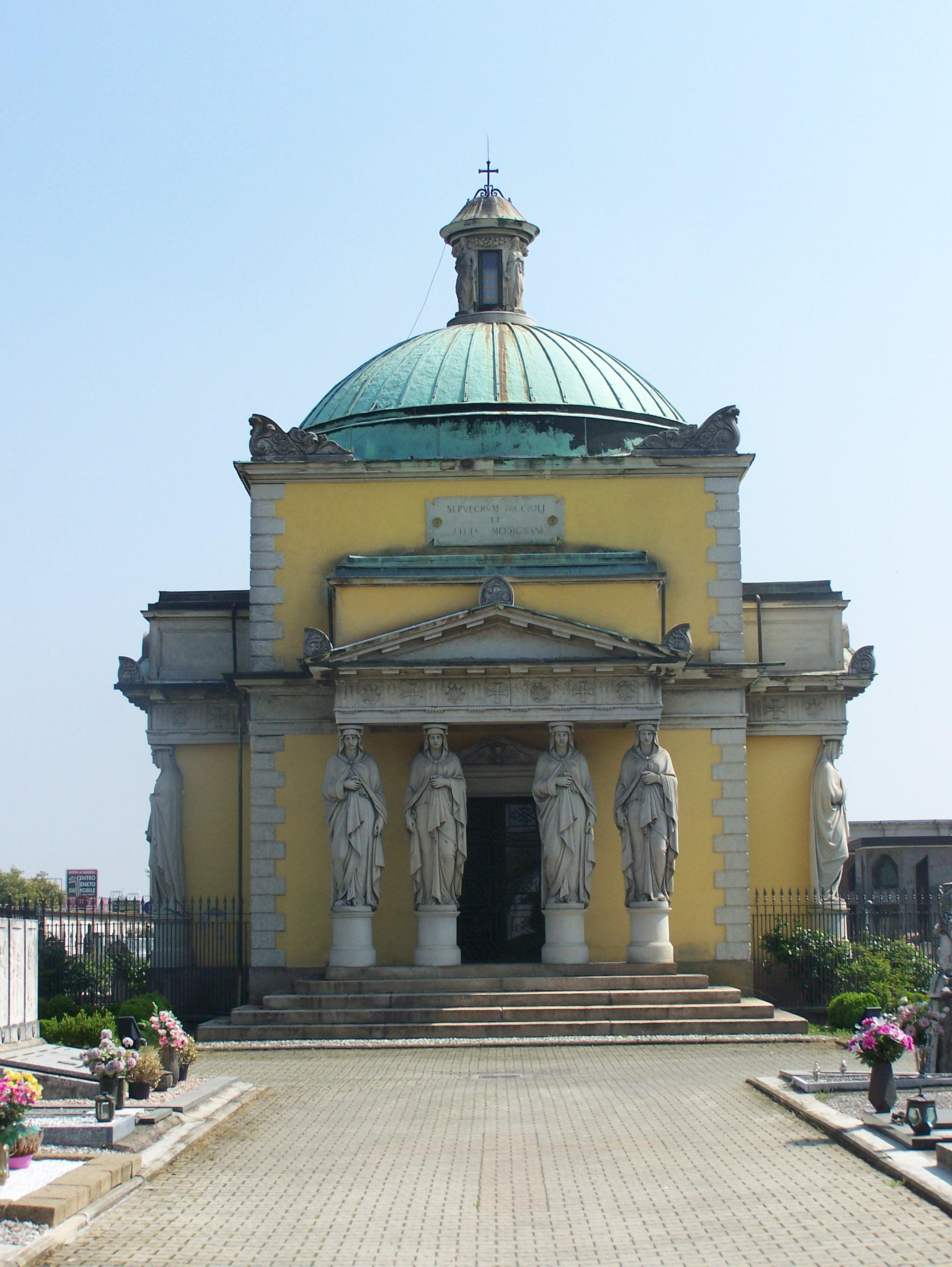
Capella Litta Modignani
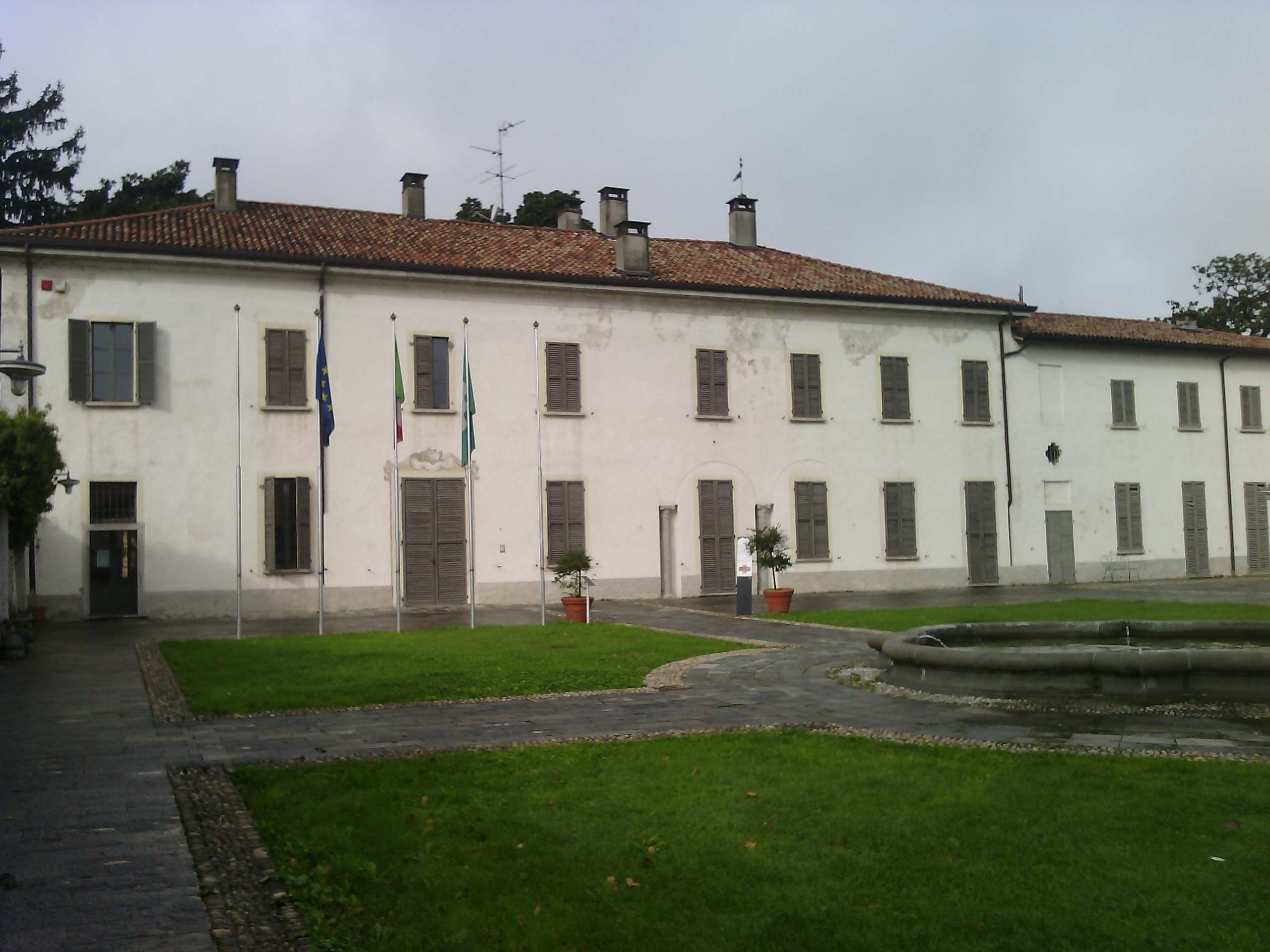
Vil·la Litta Modignani
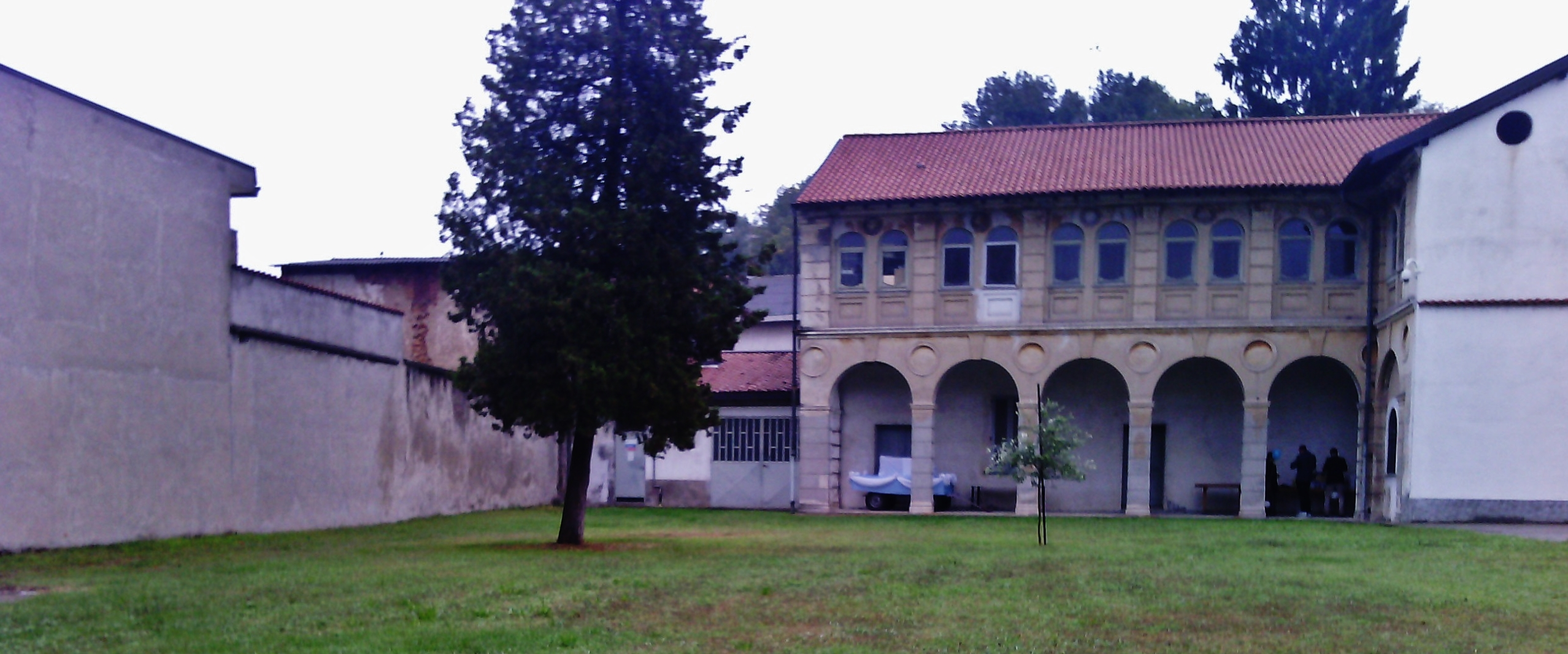
Vil·la Bosi